# Francosuchus
Francosuchus is een twijfelachtig geslacht van waarschijnlijk basale uitgestorven phytosauriërs bekend uit het Laat-Trias (Laat-Carnien) van Beieren, Zuid-Duitsland. Het werd benoemd door Oskar Kuhn in 1933 en de typesoort is Francosuchus broilii. De geslachtsnaam betekent 'krokodil uit de Fränkische Alb'. De soortaanduiding eert Ferdinand Broili.
In hetzelfde artikel noemde Kuhn ook een tweede soort Francosuchus latus, 'de brede'. Beide soorten waren uitsluitend bekend van hun holotypen, twee gedeeltelijke schedels die waren gehuisvest in de Beierse Staatscollectie voor Paleontologie en Geologie. Beide exemplaren werden verzameld in Ebrachgroeve, bed nummer 13 van de Blasensandstein-afzetting van de Hassberge-formatie uit het Laat-Carnien. Aangezien de holotypen tijdens de Tweede Wereldoorlog werden vernietigd en slecht waren gedocumenteerd, worden Francosuchus en zijn soorten gewoonlijk beschouwd als nomina dubia.
Kuhn (1936) beschreef en benoemde een derde soort van dit geslacht, Francosuchus angustifrons, 'met het smalle voorhoofd', op basis van een andere schedel uit dezelfde steengroeve, bed nummer 9. Deze soort is onlangs toegewezen aan Paleorhinus, omdat het unieke synapomorfieën deelt met Paleorhinus bransoni (de typesoort van Paleorhinus), en een fylogenetische analyse op soortniveau van phytosauriërs vond dat de soorten zustertaxa waren. Friedrich von Huene (1939) beschreef en benoemde een vierde soort, Francosuchus trauthi. De soortaanduiding eert Friedrich Trauth. Het werd synoniem geacht aan Paleorhinus, maar een herbeschrijving van de soort door Butler (2013) vond geen bewijs om de synonymie te ondersteunen, of zelfs maar een fytosaurische identificatie. Hoewel het uitsluitend gebaseerd is op een rostrumfragment, bleek Francosuchus trauthi een unieke combinatie van kenmerken te bezitten die het onderscheidt van alle andere tetrapoden uit het Trias. Zo werd het toegewezen aan het nieuwe geslacht Dolerosaurus, niet verder te bepalen dan Tetrapoda incertae sedis.

## Soorten
- Francosuchus broilii Kuhn, 1933
- Francosuchus latus Kuhn, 1933